# Dianne Loe
Dianne Loe (* 9. Februar 2003) ist eine ehemalige amerikanisch-samoanische Handballspielerin und in der Disziplin Beachhandball Nationalspielerin Amerikanisch-Samoas.

## Karriere
Dianne Loe begann 2016 mit dem Handballsport und ist seit 2019 Mitglied der Nationalmannschaft von Amerikanisch-Samoa und nahm mit dem Team an den Ozeanienmeisterschaften des Jahres teil, wo die Silbermedaille und damit die kontinentale Vizemeisterschaft gewonnen wurde. Parallel nahm die Mannschaft, ergänzt durch Hannah Mouncey, auch an den australischen Meisterschaften teil und gewann auch dort die Silbermedaille. Im Rahmen der kontinentalen Meisterschaften musste sich die Mannschaft von Amerikanisch-Samoa erneut einzig Australien geschlagen geben und gewann nicht nur gegen die Vertretung der Cookinseln und Kiribatis, sondern auch die Mannschaft Neuseelands. Im weiteren Jahresverlauf nahm Loe mit der Nachwuchs-Hallen-Nationalmannschaft an der IHF Handball Trophy 2019 (U 19) auf Neukaledonien teil und verpasste mit ihrer Mannschaft dort als Viertplatzierte knapp den Gewinn einer weiteren Medaille. Aufgrund der COVID-19-Pandemie konnten die Mannschaft bis 2022 nicht mehr an internationalen Wettbewerben teilnehmen, erst 2022 kehrte sie im Rahmen der US-Beach-Tour beim SoCalCup 2022 auf die internationale Bühne zurück. Loe konnte jedoch daran nicht mehr teilnehmen, weil sie sich wie ihre Mannschaftskameradin  Elzabad Elisara für die US Army verpflichtet hatte. Sie wurden durch US-amerikanische Gastspielerinnen aus der Ringermannschaft ihrer vormaligen Mannschaftskolleginnen Danielle und Stephanie Floor an der Gannon University ersetzt.
Neben ihrer Tätigkeit als Spielerin war Loe auch als Handball-Trainerin aktiv. Gemeinsam mit ihrer Nationalmannschaftskollegin Naomi A'asa wurde sie im März 2022 in einer Artikelserie der Internationalen Handballföderation aus Anlass des Internationalen Frauentags porträtiert.

## Einzelbelege
1. ↑  American Samoa Women's Beach Handball Team wins silver in Australia. 14. März 2019, abgerufen am 7. Dezember 2022 (englisch).
Beach Handball – Oceania Qualifiers & Aust Champs – 2019. Abgerufen am 7. Dezember 2022.
Handball championships underway in Australia — American Samoa teams are there. Abgerufen am 7. Dezember 2022.
Handballers win bronze. Abgerufen am 7. Dezember 2022 (britisches Englisch).
2. ↑  American Samoa Handball Team crushes Fiji at U19 Women’s tourney. 15. August 2019, abgerufen am 7. Dezember 2022 (englisch).
IHF | New Caledonia win IHF Trophy – Oceania titles. Abgerufen am 7. Dezember 2022.
3. ↑  2022 ASA. Abgerufen am 2. Oktober 2022.
2022 ASA. Abgerufen am 7. Dezember 2022.
2022 ASA vs Twist n Shout 1st half. Abgerufen am 7. Dezember 2022 (deutsch).
2022 ASA vs Twist n Shout 2nd half. Abgerufen am 7. Dezember 2022 (deutsch).
4. ↑  Carl Sagapolutele Floor: American Samoa National Women's Beach Handball Team says goodbye to Dianne Loe. Facebook, 27. September 2022, abgerufen am 8. Dezember 2022 (englisch).
5. ↑  American Samoa’s national women’s beach handball team on the move. Abgerufen am 8. Dezember 2022.
6. ↑  “You can be unstoppable”: American Samoa’s trailblazers make history in women’s handball. In: ihf.info. Internationale Handballföderation, 24. März 2022, abgerufen am 8. Dezember 2022 (englisch).

| Personendaten    | Personendaten                                   |
| ---------------- | ----------------------------------------------- |
| NAME             | Loe, Dianne                                     |
| KURZBESCHREIBUNG | amerikanisch-samoanische Beachhandballspielerin |
| GEBURTSDATUM     | 9. Februar 2003                                 |